# Берегоукріпні споруди

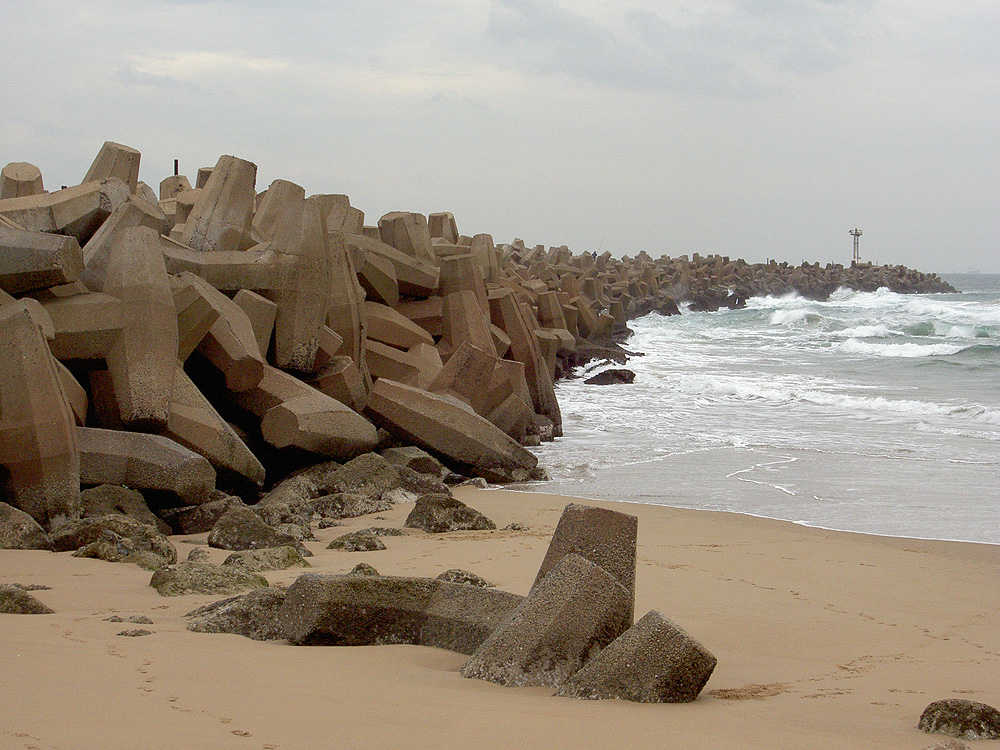
Хвилелом із бетонних надовбів у порту Дурбана

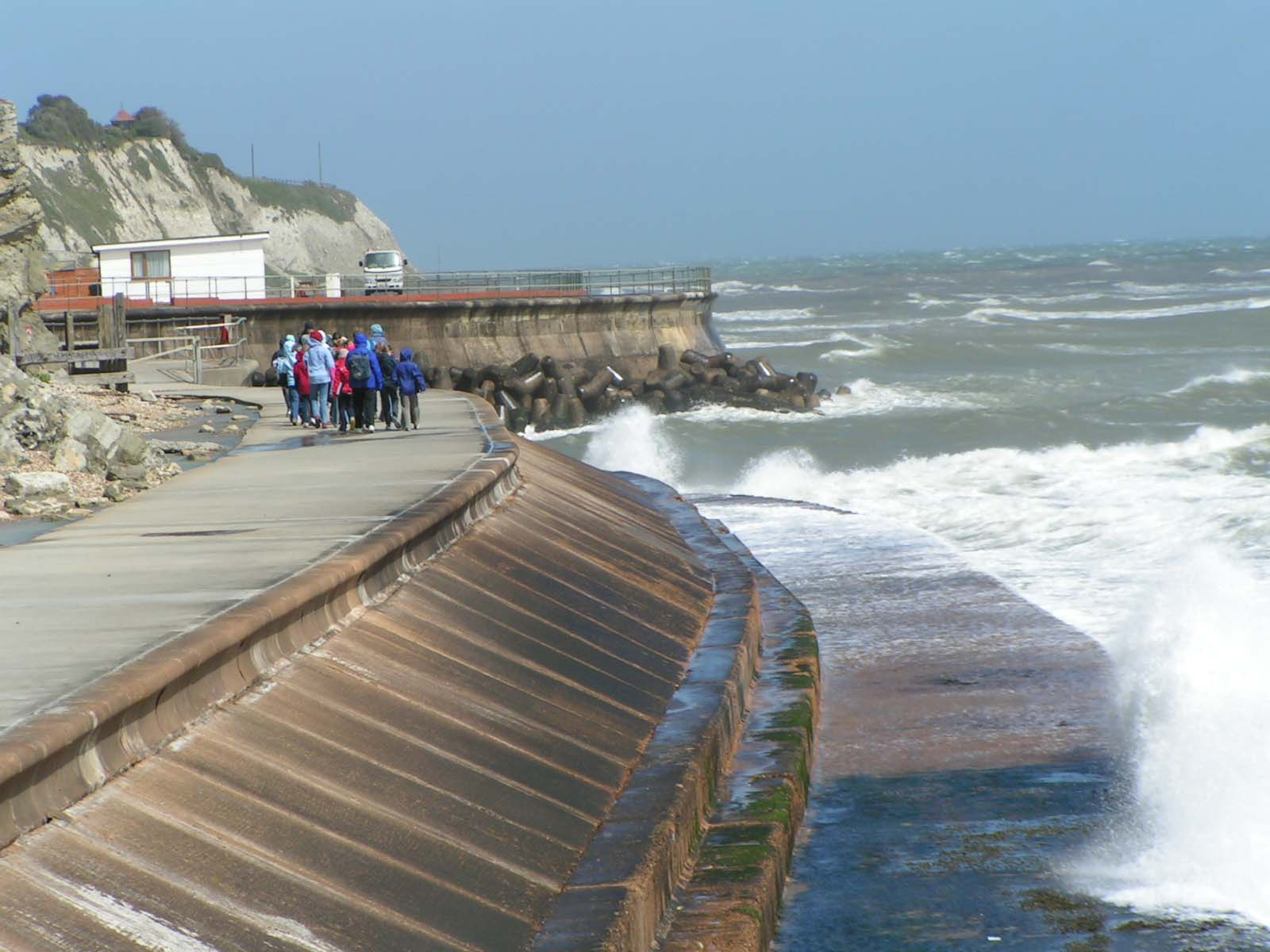
Берег укритий залізобетонними плитами

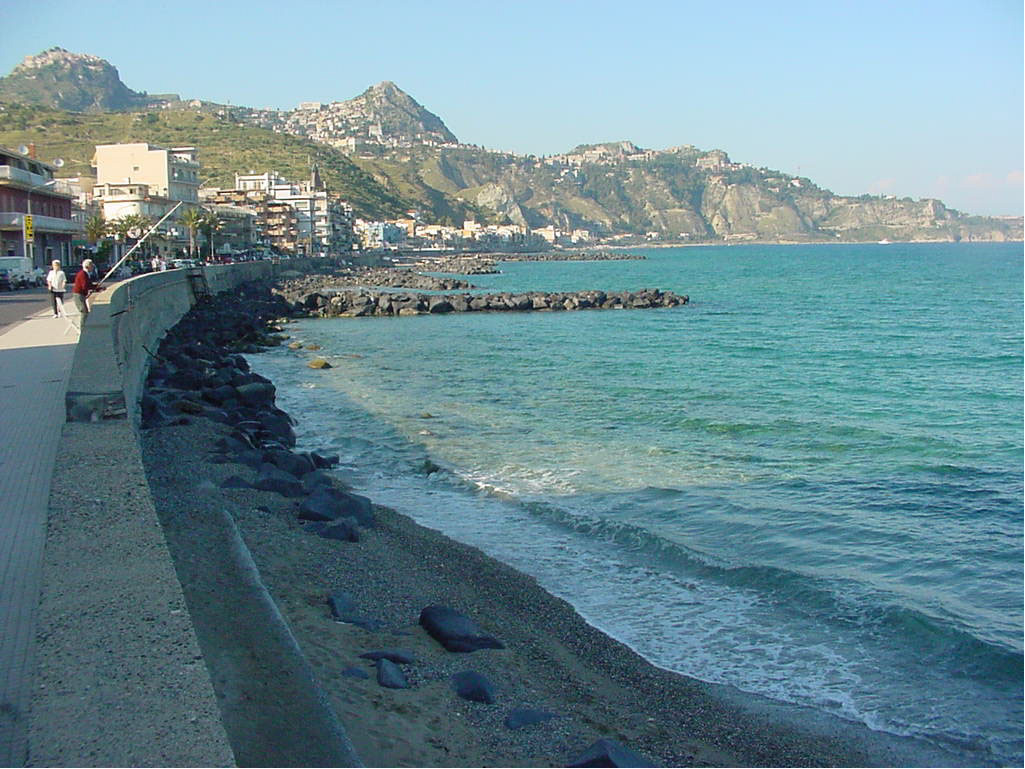
Хвилевідбійна стінка

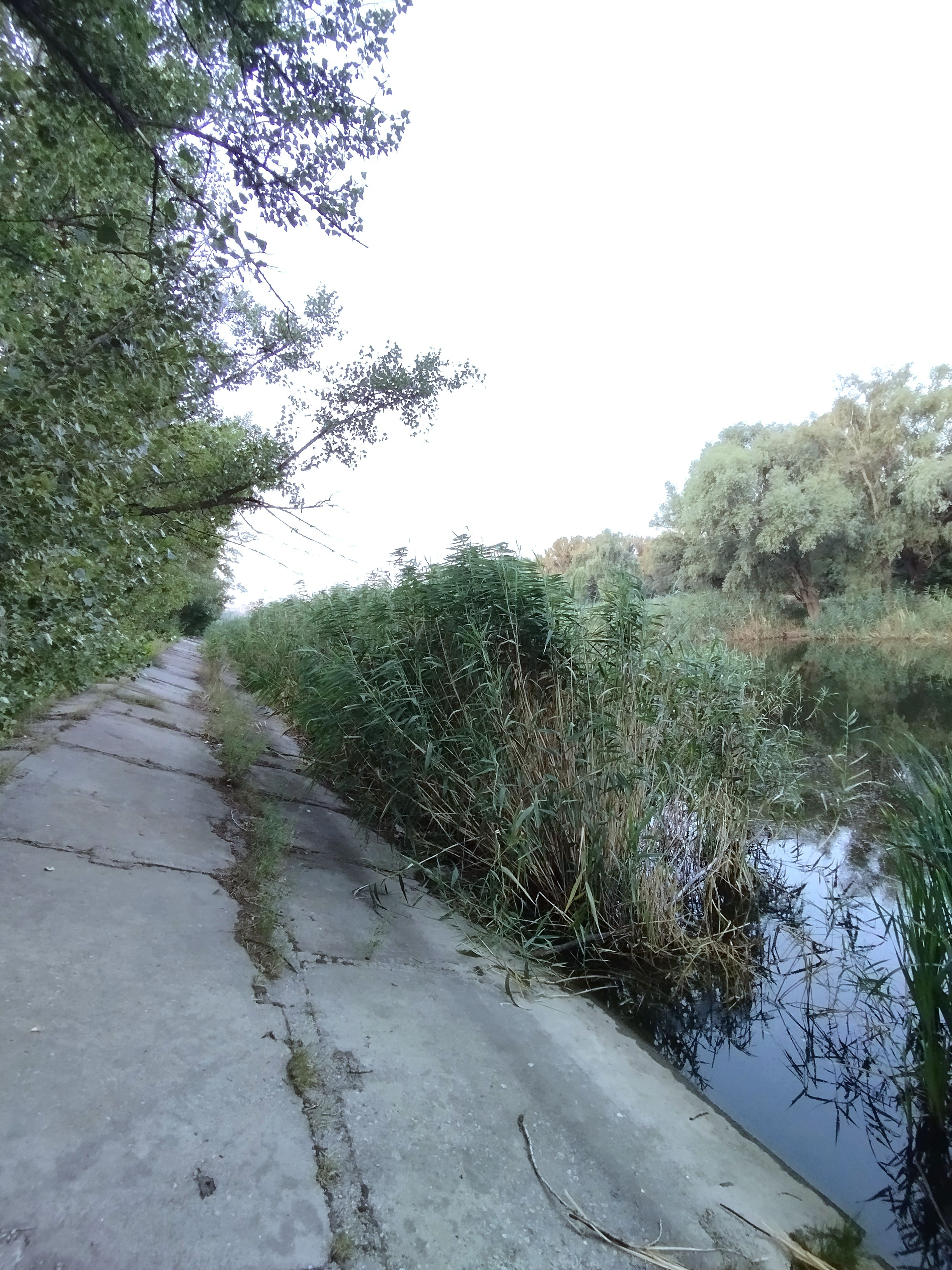
Укріплення берега Інгулу, Кропивницький

Берегоукрі́пні спору́ди — інженерні споруди для захисту берегів річок, водоймищ, озер і морів від пошкоджень хвилями, течією, кригою, суднами і плотами та від руйнувань атмосферними факторами. Будуються головним чином на судноплавних річках, переважно у вигляді кріплення укосів. В багатих на ліс районах застосовують дерев'яні підводні укріплення у вигляді ряду паль, а з боку берега споруджують стінки з пластин, обаполів або дощок простір між стінкою і берегом заповнюється ґрунтом.
Головні вимоги до річкових берегоукріпних споруди:
- простота конструкцій,
- еластичність закріплення захисного покриву,
- максимальне використання місцевих будівельних матеріалів (хмизу, каменю, моху, лози тощо),
- безпечність для судноплавства.

У зоні великих міст і портів надводні укоси найкраще закріплювати залізобетонними або бетонними плитами. Конструкції та матеріали морських, водоймищних і озерних споруд вибирають залежно від характеру берега та порід, з яких він складається. Високі скелясті береги закріплюють бетонним облицюванням на висоту прибою з обробкою зовнішньої поверхні каменем твердих порід. Іноді перед стінкою в море накидають бетонні масиви вагою 40—60 т, призначення яких — розбивати та гасити енергію хвиль. Для берегів з м'яких порід застосовуються берегоукріпні споруди двох видів:
- Пасивні — призначення яких обмежується лише протидіянням розмиву. Залежно від крутизни берега, роблять або як хвилевідбійну стінку, або вкривають берег бруківкою — великим камінням, габіонами, а також бетонними і залізобетонними плитами.
- Активні — що сприяють відкладанню наносів і утворенню пологих хвилеприбійних терас — пляжів, де найкраще гаситься енергія хвиль. Поперечні — буни (група поперечних дамб, розміщених по береговій лінії) і поздовжні — берегові захисні хвилеломи.

Берегове укріплення дніпровського типу: бруківка по шару щебеню, кам'яна накидь, підводний хмизовий тюфяк з кам'яною засипкою у плотові клітки.
Берегові захисні хвилеломи розташовують вздовж берегової лінії на глибині 2,5—3,0 м. Найкращий ефект дають комбіновані берегоукріпні споруди, наприклад хвилевідбійна стінка і затоплений береговий хвилелом, хвилерізи.